# Universidade de Oxford
Universidade de Oxford (em inglês: University of Oxford) é uma instituição de ensino superior pública situada na cidade de Oxford. É a mais antiga universidade do mundo anglófono e a segunda mais antiga da Europa. Sem data certa de fundação, existem evidências de ensino no local desde 1096.
A partir de 1167, quando o rei Henrique II proibiu os estudantes ingleses de frequentar a Universidade de Paris, ocorreu uma rápida expansão da Universidade de Oxford. Após várias disputas entre os estudantes e os habitantes da cidade de Oxford, em 1209 alguns académicos decidiram mudar-se para Cambridge onde criaram o que se tornaria a Universidade de Cambridge. As duas "universidades antigas" são frequentemente apelidadas de "Oxbridge" e têm uma longa história de rivalidade.
A universidade é composta por várias instituições, incluindo 39 faculdades e uma grande variedade de departamentos académicos organizados em quatro divisões. Todas as faculdades têm administrações próprias que controlam a sua estrutura e atividades internas. Uma vez que a universidade se encontra numa cidade, não possui um espaço central, mas antes vários edifícios espalhados pelo centro da cidade.
A Universidade de Oxford é membro do Grupo Russell, que reúne 24 universidades de investigação intensiva. Também é integrante do grupo Golden Triangle de universidades britânicas de elite, em conjunto com a Universidade de Cambridge, University College London, Imperial College London, e London School of Economics. É membro do LERU (Liga de Universidades Europeias de Pesquisa) e do Europaeum. A universidade opera Oxford University Press, a maior editora universitária do mundo e tem o maior conjunto de bibliotecas do Reino Unido. Entre os seus ex-alunos, a Universidade de Oxford conta com 30 vencedores do prémio Nobel, 28 primeiros-ministros britânicos (o mais recente é Boris Johnson) e vários chefes de Estado estrangeiros.

## História

### Fundação

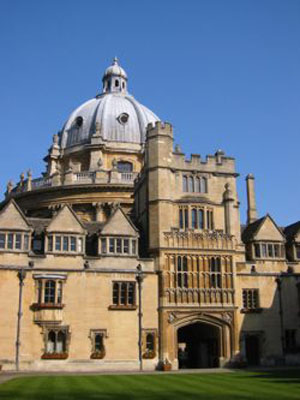
Brasenose College

Embora a data exata da fundação seja desconhecida, Oxford emergiu no século XII como parte do sistema educacional católico medieval, onde o ensino era comandado pela Igreja e voltado para a formação de clérigos. Seus primeiros mestres, como Theobald de Étampes, eram figuras eclesiásticas, e a universidade só ganharia autonomia institucional séculos depois, já sob influência da Reforma Protestante.
Quando Henrique II de Inglaterra proibiu alunos ingleses de estudarem na Universidade de Paris, em 1167, Oxford começou a crescer rapidamente. O historiador Giraldus Cambrensis deu aulas a esses alunos pelo menos desde 1201 e o primeiro aluno estrangeiro conhecido, Emo de Friesland, iniciou os seus estudos em 1190. A universidade recebeu autorização real em 1248 durante o reinado de Henrique III
Após várias disputas (que resultaram no assassinato de dois estudantes acusados de estupro) em 1209, alguns académicos fugiram da violência para Cambridge, onde mais tarde criaram a Universidade de Cambridge.
A fundação dos primeiros halls de residência, que, mais tarde, tornaram-se faculdades, datam desse período. Os estudantes juntaram-se de acordo com as suas origens geográficas e deram origem a duas "nações" que representavam o norte (Nortenhos ou Boreais, que incluía ingleses originários do norte do Rio Trent e escoceses) e o sul (Sulistas ou Austrais, que incluía pessoas originárias do sul do Rio Trent e galeses).
Séculos mais tarde, as origens geográficas continuaram a influenciar as afiliações dos estudantes quando se tornou hábito tornar-se membro de uma faculdade ou hall. Além disso, quando membros de várias ordens religiosas, incluindo dominicanos, franciscanos, carmelitas e agostinianos, se mudaram para Oxford em meados do século XIII, ganharam bastante influência e geriam os halls para estudantes. Quase ao mesmo tempo, benfeitores privados estabeleceram faculdades como comunidades acadêmicas autônomas. Os primeiros fundadores foram William de Durham, que em 1249 fundou o University College, seguido por John Balliol (Balliol College, 1263) e Walter de Merton (Merton College, 1264).
Em 1333-34, alguns académicos insatisfeitos de Oxford tentaram criar uma nova universidade em Stamford,  Lincolnshire. A tentativa foi bloqueada pelas universidade de Oxford e de Cambridge através de uma petição enviada ao rei Eduardo III. A partir de aí e até à década de 1820, não era permitida a criação de novas universidades em Inglaterra. Assim, as universidades de Oxford e de Cambridge tiveram um duopólio durante vários séculos, o que era pouco comum nos países da Europa ocidental.

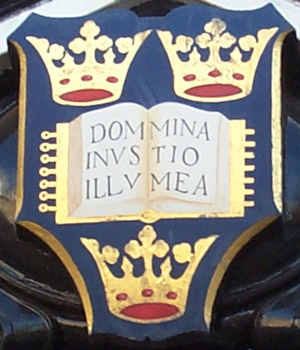
O brasão de armas da Universidade de Oxford

### Renascimento
A nova onda de aprendizagem do Renascimento teve uma grande influência na Universidade de Oxford a partir do século XV. Entre os académicos da universidade da época encontram-se William Grocyn, que contribuiu para a revitalização dos estudos da língua grega e John Colet, um notável estudioso da Bíblia.
Com a Reforma Protestante e o afastamento da igreja católica, vários académicos recusantes saíram de Oxford e foram para a Europa continental. Uma grande parte foi para a Universidade de Douai, na França.
Em 1636, o reitor William Laud, Arcebispo da Cantuária, codificou as regras da universidade. Grande parte destas regras ficou em vigor até meados do século XIX. William Laud também foi responsável pela concessão de uma carta que assegurava privilégios para a editora da universidade e contribuiu significativamente para a Biblioteca Bodleiana, a biblioteca mais importante da universidade.
Desde a criação do anglicanismo e até 1866, os estudantes estavam obrigados a seguir esta religião para conseguirem uma licenciatura.

### Idade contemporânea
O sistema de faculdades com disciplinas distintas foi implementado em 1802 com faculdades de matemática e de humanidades. Em 1853 foram acrescentadas faculdades de ciências naturais, direito e história moderna. Em 1872, esta última dividiu-se nas faculdades de Jurisprudência e de história moderna. Teologia tornou-se na sexta faculdade. Para além destas licenciaturas, foi criada uma pós-graduação em direito civil que ainda se encontra disponível nos dias de hoje.
As reformas administrativas do século XIX incluíram a substituição de exames orais por testes escritos no processo de candidatura à universidade, uma maior tolerância religiosa e a criação de quatro faculdades para mulheres. Neste século a ênfase da universidade nos estudos clássicos foi mudando gradualmente com a introdução de cursos científicos e de medicina. Apesar disso, até 1920, os candidatos eram obrigados a saber Grego Antigo e até 1960, Latim para conseguirem um lugar na universidade.
As decisões do Conselho Privado ao longo do século XX (como por exemplo, o fim da obrigatoriedade da presença em serviços religiosos diários) afastaram o ensino da crença religiosa. Em meados do século XX, a universidade recebeu vários académicos eminentes da Europa continental que fugiram do nazismo e do comunismo.
A lista de ex-alunos da Universidade de Oxford com destaque na sociedade é longa e inclui várias pessoas que fizeram grandes contribuições para a política, ciência, medicina e literatura no Reino Unido. Trinta vencedores do prémio Nobel e mais de 50 líderes mundiais estudaram nesta universidade.
Em 20 de julho de 2020, cientistas da Universidade de Oxford afirmaram que os resultados preliminares de testes a uma vacina contra a covid-19 tinham mostrado que provocou uma resposta imunitária em centenas de pessoas.

### Inclusão de mulheres

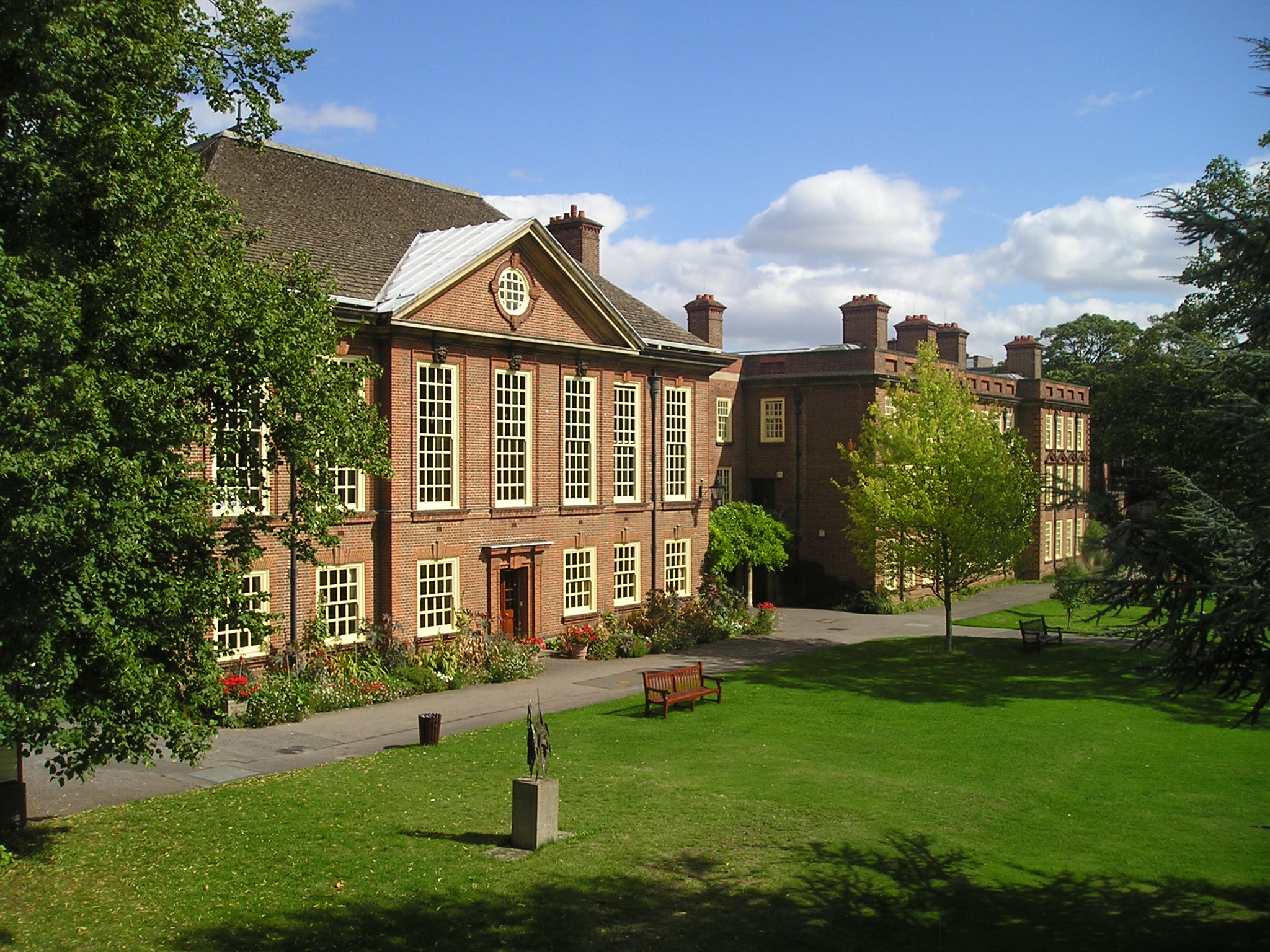
Somerville College, uma das duas primeiras faculdades de mulheres em Oxford

A universidade aprovou um estatuto em 1875 que autorizava os seus delegados a criar exames para mulheres. Porém, estes exames não concediam qualquer tipo grau académico. As primeiras quatro faculdades para mulheres foram criadas em consequência do ativismo da Associação de Promoção do Ensino Superior para as Mulheres. A primeira faculdade feminina foi a Lady Margaret Hall (1878), em 1879 seguiu-se a Somerville College. As primeiras 21 estudantes da Lady Margaret Hall e Somerville College tinham aulas em salas que ficavam por cima de uma padaria em Oxford. Nos anos seguintes foram criadas mais três faculdades femininas: St Hugh's (1886), St Hilda's (1893) e St Anne's (1952).
No início do século XX, as universidades de Oxford e de Cambridge eram vistas como bastiões do privilégio masculino. Só em 7 de outubro de 1920 é que as mulheres receberam o mesmo estatuto de alunas da universidade que os homens e tiveram acesso a graus académicos. Em 1927 foi criada uma quota que limitava o número de mulheres estudantes para um quarto do número total de homens. Esta quota foi abolida em 1957. Porém, antes da década de 1970, as faculdades estavam divididas por sexo, o que fazia com que o número de vagas para mulheres fosse limitado. As faculdades femininas só receberam o mesmo estatuto das masculinas em 1959.
Em 1974, as faculdades até aí masculinas de Brasenose, Jesus, Wadham, Hertford e St Catherine's tornaram-se as primeiras a aceitar mulheres.
Em 2008, a última faculdade exclusivamente feminina, St Hilda's, aceitou o seu primeiro homem. Assim, hoje em dia todas as faculdades são mistas. Em 1988, 40% dos estudantes da Universidade de Oxford eram do sexo feminino. Em 2012, a proporção era de cerca de 46% 54% a favor dos homens.

### Vacina Covid-19
Em 2020, em parceria com o laboratório AstraZeneca, Oxford foi uma das pioneiras em desenvolver uma vacina contra a covid-19, a ChAdOx1.

## Locais e edifícios

### Locais principais

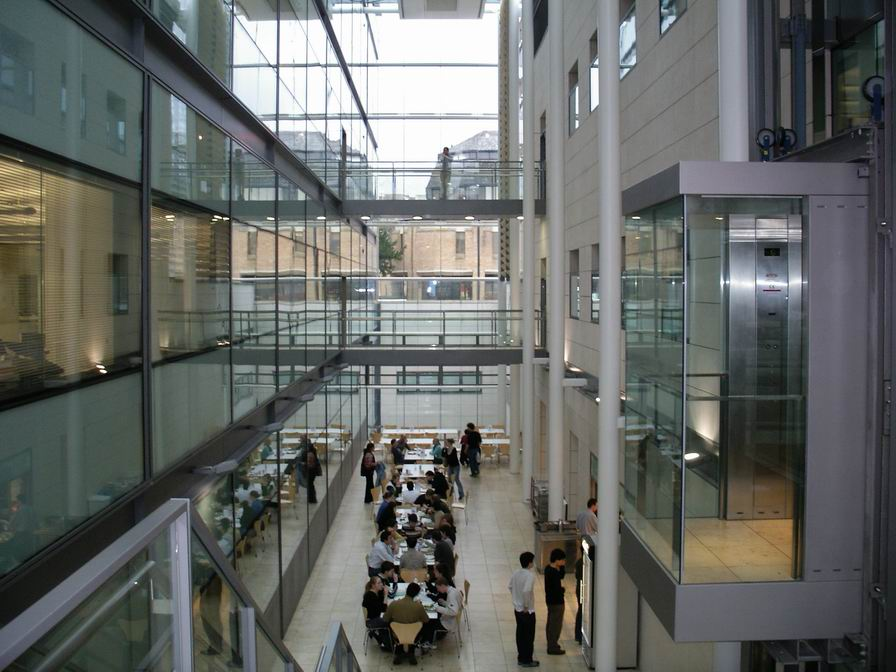
Átrio do Laboratório de Pesquisa Química

A Universidade de Oxford é uma "universidade urbana", o que contribui para que não funcione num único local. As suas faculdades, serviços e alojamentos estão espalhados pelo centro da cidade. A Zona da Ciência, onde se localiza a maioria dos departamentos de ciência, é a zona que mais se parece com um "campus".
Alguns dos edifícios mais emblemáticos da universidade incluem o Sheldonian Theatre, local usado para concertos, palestras e cerimónias, e as Examination Schools, onde se realizam os exames e algumas aulas. Antes da construção do Sheldonian, as cerimónias da universidade realizavam-se na igreja de St Mary the Virgin.
Entre 2012 e 2013, a universidade construiu o controverso complexo Castle Mill, um conjunto de apartamentos de quatro e cinco andares para estudantes que ocupa um hectare e que bloqueou a vista para o centro da cidade. Alguns comparam este edifício à construção de um "arranha-céus ao lado do Stonehenge".

### Parques

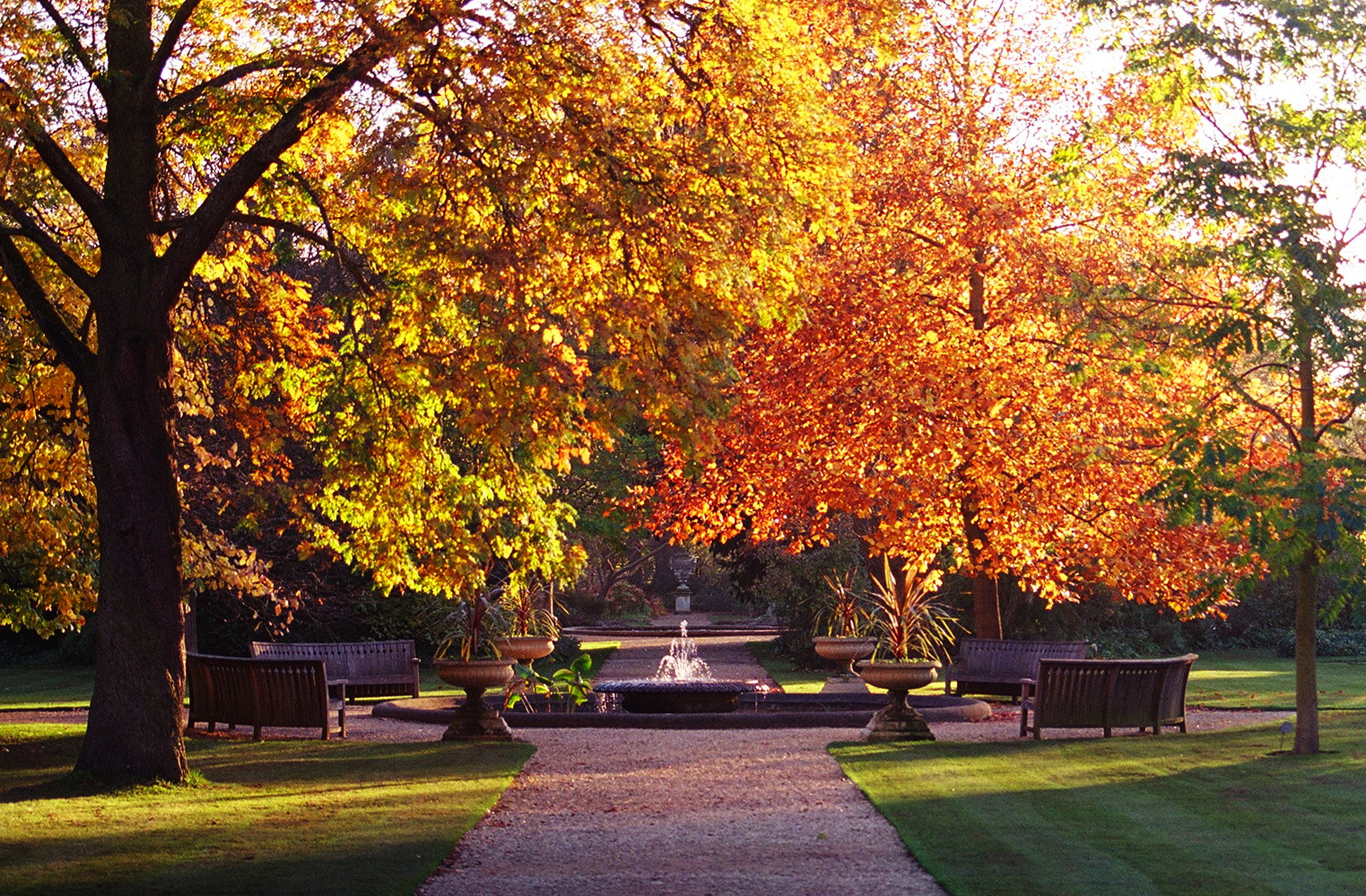
Jardim Botânico da Universidade de Oxford no outono

Os Parques da Universidade ocupam uma área de 28 hectares a nordeste do centro de Oxford e estão abertos ao público durante o dia. Para além de jardins e plantas exóticas, os Parques possuem vários campos de desporto que são usados para eventos oficiais e não-oficiais. Alguns dos locais de especial interesse incluem o Genetic Garden, um jardim onde se realizam experiências para explicar ao público e pesquisar os processos de evolução.
O Jardim Botânico em High Street é o mais antigo do Reino Unido. Contém mais de 8.000 espécies de plantas numa área de 1,8 hectares. É uma das maiores, ainda que compactas, coleções de plantas do mundo e inclui exemplos de mais de 90% das mais importantes famílias de plantas. O Harcourt Arboretum é um local com 53 hectares a 10 quilómetros da cidade que inclui uma floresta nativa e 27 hectares de prados. A floresta Wytham, com 4 quilómetros quadrados, também pertence à universidade e é utilizada para pesquisas na área de zoologia e de mudanças climáticas.
A universidade também detém vários espaços ao ar livre abertos ao público, incluindo a floresta de Bagley e o prado de Christ Church.

## Organização

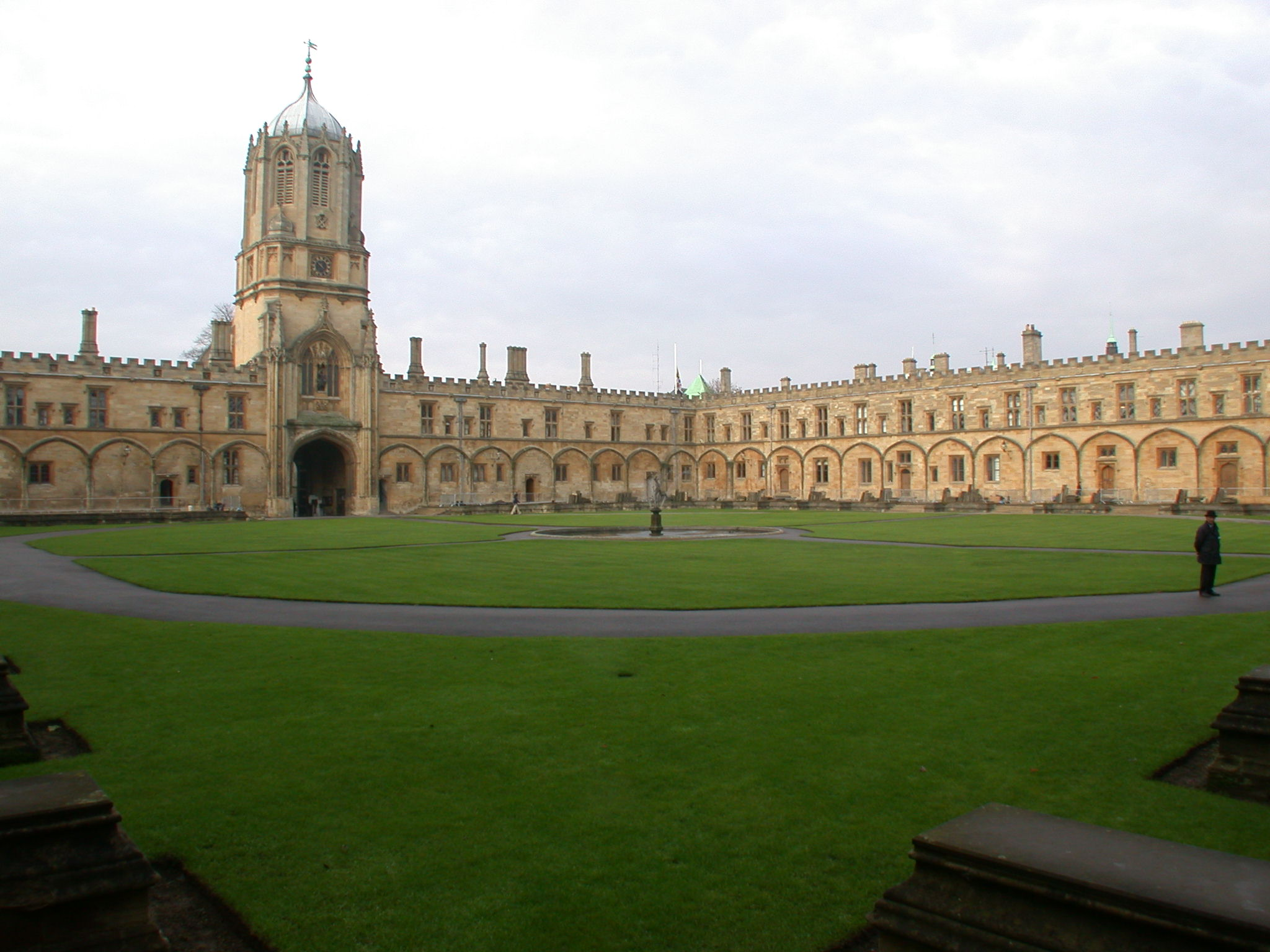
Christ Church

Oxford é uma universidade colegiada, composta pelas instalações centrais, como os departamentos e faculdades, bibliotecas e instalações de ciência e 39 faculdades (em inglês colleges) ligadas a universidade num tipo de sistema federal e cinco salões privados permanentes (permanent private halls, PPHs) fundados por denominações cristãs diferentes. Todos os docentes e estudantes devem pertencer a um dos colégios (ou PPHs).

### Administração central
O reitor formal da universidade é o Chanceler. Até a sua aposentadoria em 2024, esse título foi detido por Lorde Patten de Barnes, porém, tal como na maioria das universidades britânicas, o título de Chanceler é meramente figurativo e este não está envolvido nas atividades da universidade. O Chanceler é eleito pelos membros da Convocation, um órgão composto por todos os ex-alunos da universidade, e mantém o seu título até morrer, ou se aposentar.
O Vice-Chanceler é quem desempenha verdadeiramente as funções de reitor e é eleito pela Congregação para um mandato de cinco anos (prolongável por mais dois), por proposta de um comité escolhido pelo Conselho da Universidade.
Existem ainda cinco pro-vice-chanceleres que têm responsabilidades específicas nas áreas de educação; pesquisa; planeamento e recursos; desenvolvimento e assuntos externos; e pessoal e igualdade de oportunidades. O Conselho da Universidade é o órgão que impõe e cria regras e é formado pelo Vice-Chanceler e pelos diretores dos vários departamentos e por outros membros eleitos pela Congregação, para além de também incluir membros observadores da Associação de Estudantes. A Congregação, o "parlamento dos académicos" como é apelidada, é constituída por mais de 3 700 membros do pessoal académico e administrativo da universidade e tem a derradeira responsabilidade em termos legislativos. Este órgão discute e anuncia as políticas propostas pelo Conselho da Universidade. Este sistema democrático existe apenas nas universidades de Oxford e de Cambridge.
A Universidade de Oxford é considerada pública uma vez que recebe algum dinheiro do Estado, mas na prática é uma universidade privada que tem uma administração própria e que pode tornar-se inteiramente privada caso decida rejeitar o financiamento público.

### Faculdades
Para se tornarem membros da universidade, todos os estudantes e a maioria do pessoal académico, deve escolher uma faculdade ou hall. Existem 39 faculdades na Universidade de Oxford e cinco halls privados permanentes. Nem todas as faculdades oferecem todos os cursos, mas no geral oferecem uma grande variedade de disciplinas.